# Сафракс
Сафракс (Saphrax; + ок. 400 г.) е остготски владетел и пълководец след смъртта на крал Витимир през 376 г. След войната с хуните и аланите, той завежда своя народ на Дунав. Заедно с Алатей участва с вестготите на Фритигерн през 378 г. в битката при Адрианопол с Римската Империя.